# Чиркин, Павел Иванович
Павел Иванович Чиркин (1914, с. Дурникино, Саратовская губерния — 2 февраля 1943, Ростовская область) — командир танка Т-34 243-го отдельного танкового полка, лейтенант. Герой Советского Союза.

## Биография
Родился в 1914 году в селе Дурникино (ныне — Подгорное, Романовский район Саратовской области). Окончил семилетнюю школу и Саратовскую пожарно-техническую школу НКВД СССР.
В Красной Армии служил с 1935 по 1937 год. Работал помощником начальника пожарной команды в рабочем посёлке Баланда Саратовской области.
В июне 1941 года был мобилизован в Красную Армию. Окончил танковое училище в 1942 году.
В боях Великой Отечественной войны с 16 декабря 1942 года, воевал на Юго-Западном фронте. Принимал участие в контрнаступлении советских войск под Сталинградом, в Миллерово-Ворошиловградской наступательной операции. За этот короткий срок на своей «тридцатьчетверке» прошёл с боями более 200 километров, участвовал в освобождении десятков населённых пунктов Сталинградской и Ростовской областей.
2 февраля 1943 года в районе села Митяхина Верхне-Тарасовского района Ростовской области лейтенант Чиркин со своим экипажем совершил дерзкий налёт на колонну противника. Огнём и гусеницами он уничтожил автомашину с боеприпасами и около сотни вражеских солдат и офицеров. Когда кончились снаряды и пулемётные диски, Чиркин открыл люк танка и расстреливал противников из пистолета. В этот момент офицер был ранен в голову. Танк вышел из боя. Перевязав рану и пополнив боеприпасы, герой-танкист снова повёл свою машину в бой. Ворвавшись на высоту 163,3, он развернул танк вдоль фронта и стал «утюжить» вражеские окопы, одновременно расстреливая противников огнём из пушки и пулемёта.
Справа неожиданно открыла огонь вражеская 75-миллиметровая пушка. В танк один за другим ударили два снаряда. Лейтенант Чиркин был убит, остальные члены экипажа получили тяжёлые ранения. Похоронен на месте боя.
Представлен к награждению званием Героя Советского Союза за нанесение большого урона противнику и проявленные при этом доблесть и мужество. Указом Президиума Верховного Совета СССР «О присвоении звания Героя Советского Союза начальствующему и рядовому составу Красной Армии» от 17 апреля 1943 года за «образцовое выполнение боевых заданий командования на фронте борьбы с немецкими захватчиками и проявленные при этом отвагу и геройство» удостоен посмертно звания Героя Советского Союза. Награждён орденом Ленина.